# Nadia Calviño
Nadia María Calviño Santamaría (La Coruña, 3 ottobre 1968) è un'economista e politica spagnola, dal gennaio 2024 Presidente della Banca europea degli investimenti.
In precedenza è stata dal 7 giugno 2018 al 29 dicembre 2023 ministro dell'Economia e dell'Impresa nei governi Sánchez I, II e III. Dal 2014 al 2018 ha ricoperto il ruolo di direttore generale del bilancio della Commissione europea.

## Biografia
Nata a La Coruña nel 1968, Calviño è figlia di José María Calviño, ex direttore generale della Radio Televisión Española.  Si è laureata in economia (1991) presso l'Università Complutense di Madrid e in giurisprudenza (2001) presso l'UNED. È membro del Senior Corps of State Economists and Trade Advisors.  Nell'amministrazione spagnola, è stata direttrice generale della Commissione nazionale per la concorrenza. 
Dopo più di un decennio di lavoro presso il Ministero dell'economia spagnolo, la Calviño si è trasferita alla Commissione europea nel 2006. Qui ha ricoperto le funzioni di vicedirettore generale presso la direzione generale della Concorrenza (DG COMP) e vicedirettore generale nella direzione generale Mercato interno, industria, imprenditoria e PMI (DG MARKT), nonché vicedirettore generale presso la direzione generale Stabilità finanziaria, servizi finanziari e Unione dei mercati dei capitali. 
Dal 2014 al 2018 Calviño è stata direttrice generale del bilancio, sotto la guida del commissario europeo Günther Oettinger. Ha anche lavorato come professore all'Università Complutense di Madrid.

### Nel governo della Spagna
La Calviño è stata scelta da Pedro Sánchez per far parte del suo nuovo governo, a seguito della mozione di censura che il PSOE ha presentato contro il precedente governo di Mariano Rajoy (PP) e approvata dal Congresso dei deputati il 1º giugno 2018. Pertanto, il 7 giugno assume l'incarico di Ministro dell'economia e degli affari dinanzi al re al Palazzo della Zarzuela.

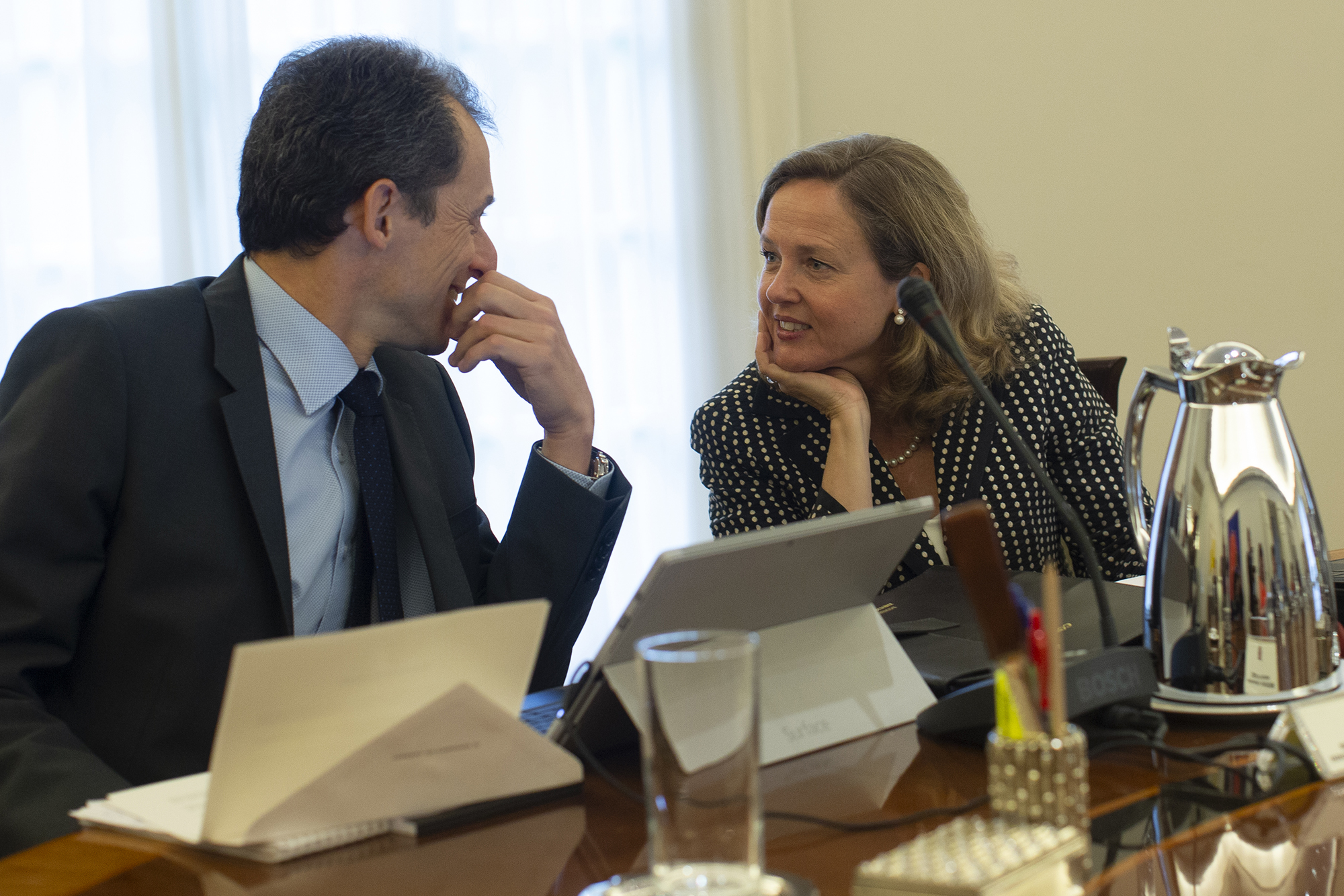
Discutendo con Pedro Duque durante la prima riunione del Consiglio dei ministri spagnolo

A seguito delle dimissioni di Christine Lagarde come direttore operativo del Fondo monetario internazionale (FMI) nel 2019, Calviño è stata uno dei candidati considerati dai governi europei come potenziale successore; si è ritirata dopo un primo turno di votazioni tra i rappresentanti dei 28 Stati membri dell'UE e il posto è stato invece assegnato a Kristalina Georgieva. 
Durante la campagna elettorale in vista delle elezioni del 5 novembre 2019, Pedro Sánchez ha annunciato che Nadia Calviño avrebbe assunto una vicepresidenza economica in caso di vittoria, carica che ha effettivamente assunto come Terzo Vicepresidente e ministro degli affari economici e della trasformazione digitale il 13 gennaio 2020 davanti al re. 
In questa nuova fase, i poteri della Calviño sulle nuove tecnologie e la trasformazione digitale si sono espansi, creando nel suo dipartimento nuove posizioni relative a questi affari, come il Segretario di Stato per la digitalizzazione e l'intelligenza artificiale.
All'inizio del 2020, la pandemia di coronavirus 2019-2020 si è estesa in Europa, raggiungendo la Spagna a fine gennaio. A marzo, Calviño ha annunciato un pacchetto da 200 miliardi di euro per combattere gli effetti economici del coronavirus, che comprendeva prestiti e garanzie per i lavoratori autonomi, le piccole e medie imprese e le grandi aziende. 
Sebbene avesse inizialmente optato per gli Eurobond a causa della riluttanza di alcuni paesi europei ha adottato una posizione più pragmatica e ha proposto di utilizzare il meccanismo europeo di stabilità ma senza condizioni, un'opzione accettata dal Consiglio europeo che ha consentito lo sblocco di 500 miliardi di euro di fondi per gli stati europei più colpiti. Tuttavia, la Calviño ha dichiarato che né lei né il governo hanno rinunciato agli Eurobond e che continueranno a lavorarci su a medio termine. 
A metà aprile ha proposto alle sue controparti europee un fondo di recupero di 1,5 trilioni di euro, che sarebbe finanziato attraverso il debito perpetuo emesso dalle istituzioni europee.

### Candidatura all'Eurogruppo

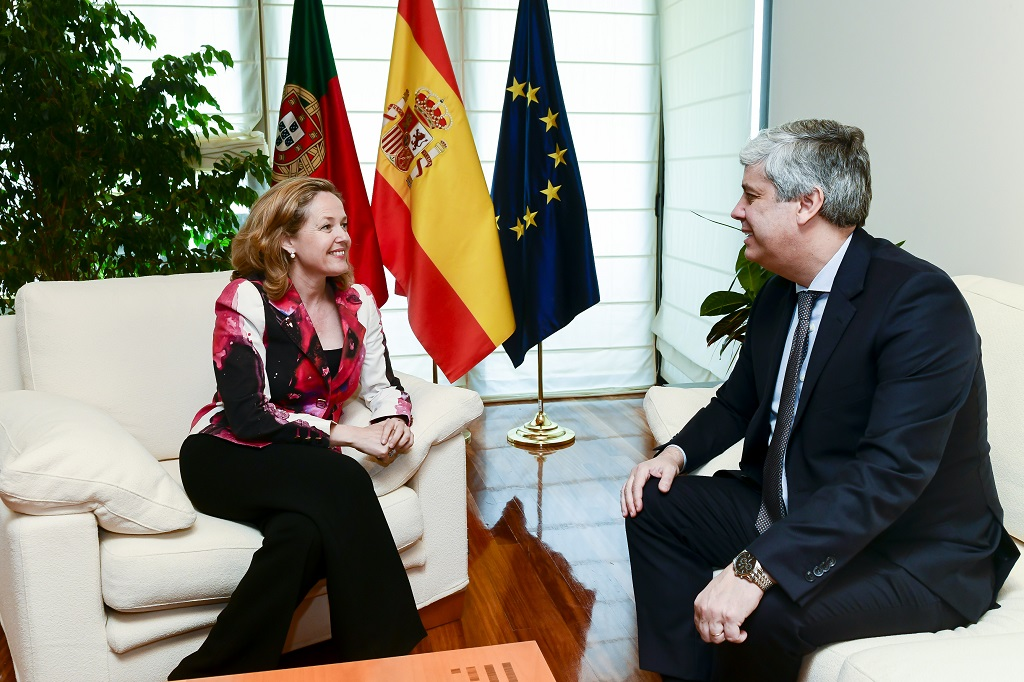
Calviño e il presidente dell'Eurogrupo, Mário Centeno, in una riunione nel 2019

A metà giugno 2020, sono aumentate le voci su una possibile candidatura della Calviño come presidente dell'Eurogruppo. Il primo ministro spagnolo ha dichiarato che la Spagna sarebbe "molto interessata". Il governo ha proposto ufficialmente Calviño il 25 giugno. La Calviño ha ricevuto rapidamente il sostegno dell'opposizione nel parlamento spagnolo.
Il primo governo europeo a mostrare sostegno alla candidatura è stato il governo tedesco attraverso la cancelliera, Angela Merkel, che ha affermato che "non è un segreto che ci sia sostegno alla candidatura di Nadia Calviño al governo tedesco". Ha anche aggiunto di essere "contenta quando le donne assumono ruoli politici di primo piano e l'Eurogruppo non è mai stato guidato da una donna". Il 28 giugno anche il premier portoghese António Costa ha sostenuto Calviño. L'8 luglio il premier italiano Giuseppe Conte l'ha sostenuta pubblicamente.
La votazione si è svolta il 9 luglio. Poiché nessun candidato ha ottenuto la maggioranza assoluta al primo turno, Calviño e Donohoe (rispettivamente con 9 e 5 voti) sono passati al secondo turno dopo il ritiro di Pierre Gramegna. Al secondo turno Paschal Donohoe ha ottenuto il sostegno della maggioranza dei ministri delle finanze, diventando presidente dell'Eurogruppo (10 voti contro 9).

### Fusioni bancarie
All'inizio di settembre 2020, la banca controllata dallo stato Bankia e Caixabank hanno annunciato di essere molto vicini a un accordo per fondersi. Questa fusione avrebbe creato la più grande banca domestica in Spagna, superando Santander e BBVA. Unidas Podemos ha respinto la fusione descrivendola come una "privatizzazione" e ha criticato il fatto che Calviño non avesse mai rivelato loro l'esistenza di questi colloqui. 

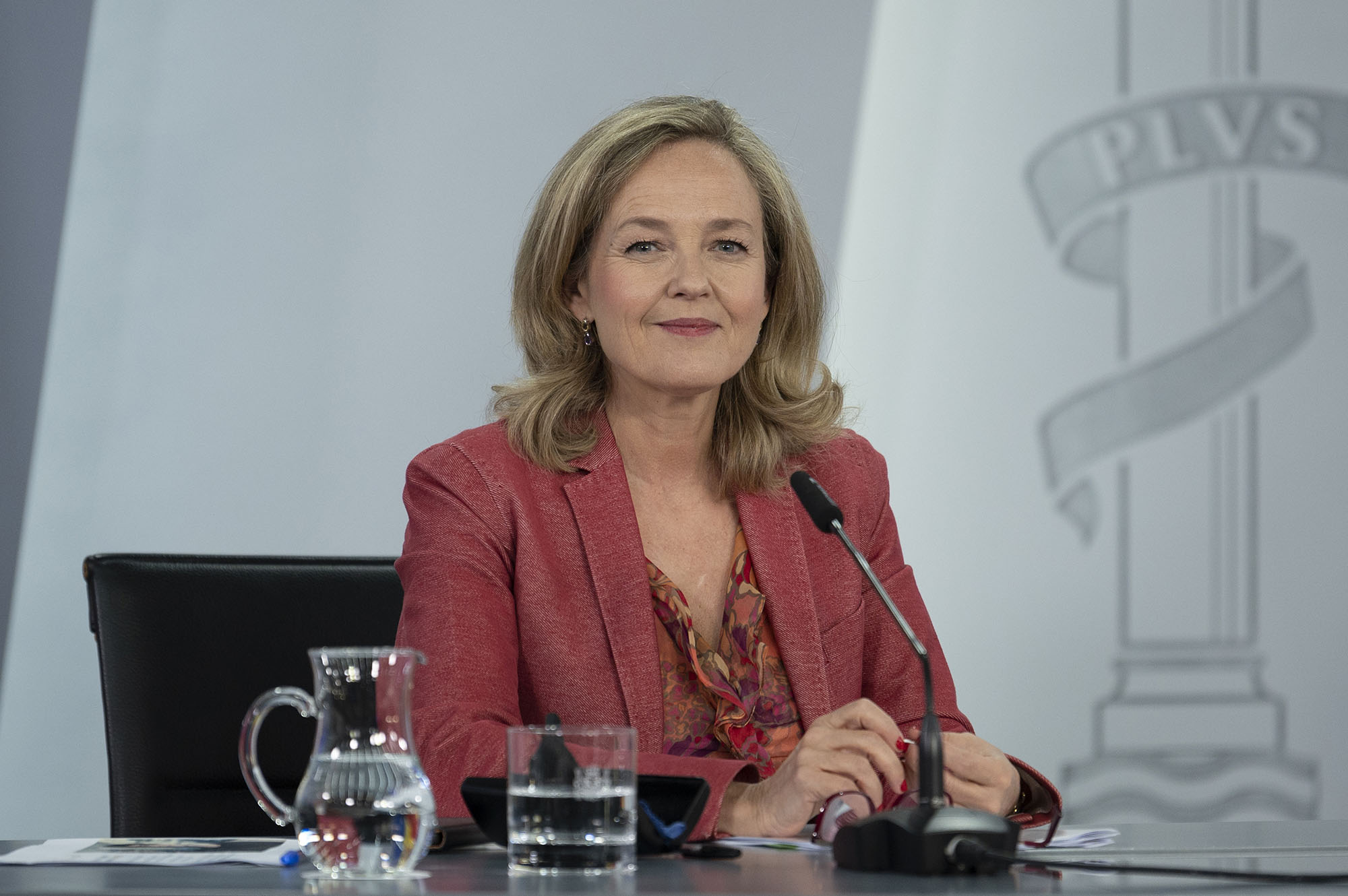
Nadia Calviño nel 2022

La Calviño, la cui firma è stata sufficiente per autorizzare la fusione, ha ricevuto il sostegno del primo ministro, Pedro Sánchez, che ha descritto la fusione come qualcosa di "positivo" per l'economia spagnola e la "coesione territoriale" poiché la banca avrebbe estendere la sua influenza da due a quattro regioni spagnole. Giorni dopo, Calviño ha descritto il consolidamento bancario come "probabilmente inevitabile" per mantenere la solvibilità e la competitività del settore bancario in futuro, ma allo stesso tempo ha avvertito che questo tipo di operazioni dovrebbero essere svolte nel rispetto della concorrenza e degli interessi dei consumatori. Il 17 settembre 2020 i consigli di amministrazione di entrambe le banche hanno approvato la fusione. La nuova banca, che manterrà il marchio Caixabank, avrà il governo spagnolo come secondo azionista più grande, con il 16,1% delle azioni. Nel dicembre 2020, Calviño ha difeso davanti al Congressional Economic Affairs Committee che la fusione era l'opzione migliore per l '"interesse sociale" poiché è quella che fornisce il maggior valore agli investitori, incluso lo Stato, uno dei principali azionisti.
Oltre a questa fusione, nello stesso anno vengono negoziate altre fusioni. Da un lato, BBVA e Sabadell hanno interrotto i negoziati nel novembre 2020 a causa dell'impossibilità di raggiungere un accordo. D'altra parte, altre banche minori come Unicaja e Liberbank hanno raggiunto un accordo nel dicembre 2020 per creare la quinta banca nel paese.

### Comitato monetario e finanziario internazionale
Il 23 dicembre 2021 è stata eletta presidente del Comitato monetario e finanziario internazionale, l'organo di governo del Fondo monetario internazionale, in sostituzione del ministro delle finanze svedese, Magdalena Andersson, che è stata la prima donna a capo dell'IMFC. Calviño assume l'incarico per due anni a partire dal 3 gennaio 2022, incarico compatibile con la vicepresidenza del Governo.
Nell'agosto 2023 il governo l'ha proposta come candidata alla presidenza della Banca europea per gli investimenti (BEI).
Tra il 9 e il 10 settembre 2023, Calviño ha sostituito il presidente del governo al vertice del G20 a Nuova Delhi, dopo essere risultato positivo al COVID-19.
Nel novembre 2023 ha assunto i poteri commerciali precedentemente ricoperti dal Ministro dell'Industria, del Commercio e del Turismo e ha perso quelli legati alla trasformazione digitale, diventando così Ministro dell'Economia, del Commercio e delle Imprese.

### Presidente della Banca europea per gli investimenti
Nell'agosto 2023, il governo spagnolo ha nominato Calviño come candidata spagnola per succedere a Werner Hoyer alla presidenza della Banca europea per gli investimenti. Dopo aver raccolto il sostegno pubblico e rilevante dei governi tedesco, uno dei maggiori azionisti, e belga, in quel periodo presidente del consiglio dei governatori della BEI, il Consiglio Affari economici e finanziari ha approvato la proposta di candidatura all'inizio di dicembre 2023.

## Vita privata
Calviño è sposata con Ignacio Manrique de Lara e madre di quattro figli. Tra i suoi hobby il cinema e la cucina. Poliglotta, parla spagnolo, galiziano, inglese, francese e tedesco.